# ایستگاه دایکان یاما
ایستگاه دایکان یاما (به لاتین: Daikan-yama Station) یک ایستگاه قطار در ژاپن است که در دائیکانیاما-چو واقع شده‌است.